# Ingo
Ingo er en europæisk kæde af ubemandede tankstationer, der ejes af Statoil Fuel & Retail, som siden 2012 har tilhørt den canadiske virksomhed Alimentation Couche-Tard.
Ingo lanceredes som varemærke i Sverige og Danmark den 7. april 2014 ved en omdøbning af de tidligere JET-stationer.
Netværket af tankstationer blev udvidet i 2016 med overtagelsen af 49 Shell Express-stationer, og igen i 2023 hvor 17 Circle K-stationer blev gjort ubemandede og omdannet til Ingo.